# Loppesupermarked
Et loppesupermarked, indendørs loppemarked eller reolmarked er en butik, hvor privatpersoner kan leje en stand for en periode til ting, de vil sætte til salg. Sælgerne fastsætter selv priserne på tingene, men i modsætning til på loppemarkeder er de ikke selv til stede. I stedet tager kunderne de ønskede varer med til kassen, hvor de betaler til butikkens personale. Bagefter får sælgerne udbetalt pengene, idet butikken dog kan tage en vis procentsats i kommission.
I et loppesupermarked vil der typisk være stativer med brugt tøj og reoler med sko, bøger, legetøj, keramik, og hvad folk nu ellers gerne vil sælge. Kunderne går så rundt mellem standene, og hvis de er heldige, kan de finde ting, de gerne vil have, så som mærkevarer. De må dog regne med at bruge noget tid på at lede, da standene i bedste fald kun er fordelt efter nogle overordnede emner. Derudover skal kunderne være opmærksomme på, at det ikke er muligt at forhandle om priserne som på et loppemarked.
Et eksempel på loppesupermarkeder er den danske kæde Kirppu, der åbnede deres første butik i Hillerød i 2014 med inspiration fra lignende finske butikker. I foråret 2022 var de oppe på 21 butikker med ca. 6.000 stande tilsammen over det meste af landet. Vokseværket skyldtes en bevidst strategi om at sætte sig på markedet, da andre butikker kopierede konceptet. Desuden blev man hjulpet af, at ting som genbrug og bæredygtighed blev populære. Et andel eksempel på danske loppesupermarkeder er kæden Børneloppen med 15 butikker, der fokuserer på børnetøj og legetøj.
I Norge findes blandt andet kæden Kirppis, der begyndte i 2020, og som med 12 butikker i 2024 er landets største, samt Det gule hus og Loppo.